# Jaroslav Hřebík
Jaroslav Hřebík (Benešov, 16 dicembre 1948) è un allenatore di calcio ed ex calciatore ceco, fino al 1993 cecoslovacco di ruolo centrocampista o attaccante. Oggi è il direttore sportivo dello Sparta Praga.

## Carriera

### Giocatore
Dopo aver giocato per un lustro nelle divisioni minori del calcio cecoslovacco con la maglia del Viktoria Žižkov, nel 1973 passa al Dukla Praga, in prima divisione. Nel 1975 viene acquistato dallo Škoda Plzeň, società nella quale rimane fino al 1977, quando si trasferisce allo Spartak BS Vlasim, ritornando a giocare nelle divisioni minori. Nel 1982 passa al Benešov, squadra della sua città natale, dove pone fine alla sua carriera giocando l'ultima stagione da giocatore-allenatore.

### Allenatore
Nel 1992 ritorna alla guida dello Švarc Benešov e alla fine della stagione 1993-1994 conquista il secondo posto nella seconda divisione del neonato calcio ceco e la conseguente promozione in prima divisione. Nel campionato 1995-1996 allena il Viktoria Plzeň, portando i rossoblu al nono posto nella graduatoria. Nell'estate del 1996 è chiamato ad allenare il Viktoria Žižkov: la partenza a rilento della squadra, che ottiene solamente dieci punti nelle prime quindici giornate, porta la dirigenza ad esonerare Hřebík nel dicembre del 1996. Nel campionato seguente è alla guida del Hradec Králové, che a fine stagione si salva. Allena lo Slavia Praga nel campionato ceco del 1999, il quarto consecutivo con quattro squadre diverse per Hřebík: raggiunge il terzo posto in campionato, dietro a Teplice e Sparta Praga, riuscendo a conquistare la coppa nazionale grazie all'1-0 in finale contro lo Slovan Liberec. A fine stagione lascia l'incarico.
Nel 2000-2001 guida lo Jablonec alla salvezza nel torneo ceco. Nella stagione seguente Hřebík è chiamato ad allenare lo Sparta Praga, dove riesce ad entrare nella storia della società. In campionato lo Sparta Praga trova la testa del torneo solamente dopo otto giornate di campionato, a seguito di un'estenuante lotta contro il Bohemians Praga. I granata tengono il comando solo per pochi turni perdendo gli scontri diretti contro Bohemians Praga (2-1) e contro Slovan Liberec (1-0). Nonostante ciò, lo Sparta riconquista il comando del torneo lottando con il Viktoria Žižkov fino alla ventiquattresima giornata, quando lo Jablonec batte i praghesi per 2-0 lasciando la vetta della classifica allo Slovan Liberec. Hřebík viene esonerato e al suo posto è chiamato l'inesperto Vítězslav Lavička, che non riesce a conquistare la vittoria del titolo ceco, perdendo anche la finale di coppa contro lo Slavia Praga (1-2). Per la prima volta da quando si è sciolta la Cecoslovacchia, lo Sparta Praga non conquista nessun titolo nella stagione: ciò non avveniva addirittura dall'annata 1985-1986 quando lo Sparta giunse secondo in campionato e perse la finale di Coppa di Cecoslovacchia.
Nel 2004 è chiamato alla Dinamo Mosca: il 12 luglio dello stesso anno viene licenziato a seguito dei deludenti risultati registrati in campionato e in coppa (fuori agli ottavi di finale contro il Rotor). Il 16 dicembre 2004 è richiamato alla guida dello Sparta Praga dove sostituisce František Straka: a fine stagione conquista il titolo ceco con diverse giornate d'anticipo. A causa delle prestazioni negative conseguite nella stagione seguente, dopo lo 0-0 colto in casa contro il Thun in Champions League, la società lo esonera nuovamente. Tra il 2008 e il 2011 allena la Nazionale ceca Under-19. Dal 2012 è il ds dello Sparta Praga.

## Palmarès

### Allenatore

#### Competizioni nazionali
- Pohár ČMFS: 1

Slavia Praga: 1998-1999
- Campionato ceco: 1

Sparta Praga: 2004-2005